# Werner Peiner

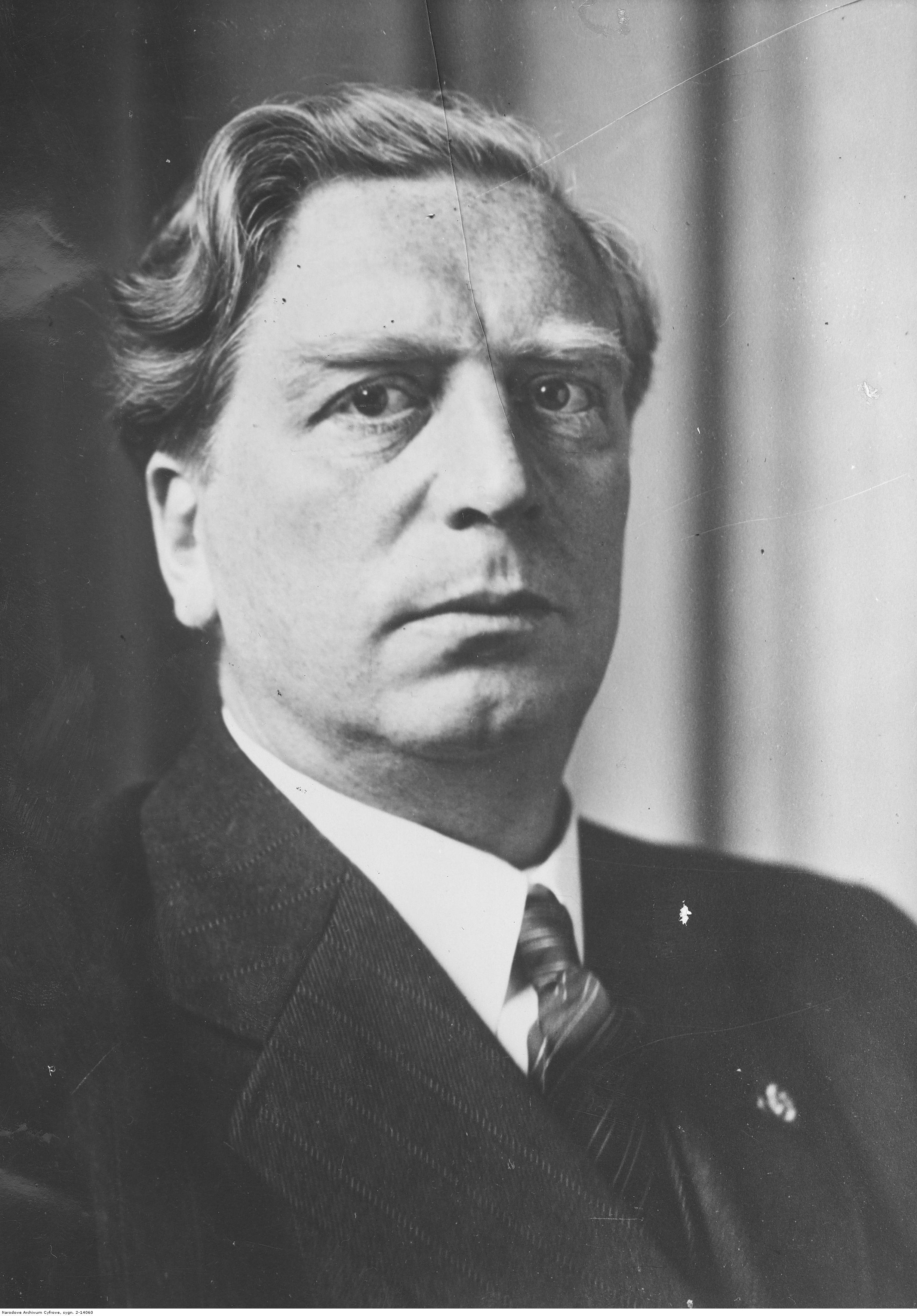
Werner Peiner (1942)

Werner Peiner (* 20. Juli 1897 in Düsseldorf; † 19. August 1984 in Leichlingen) war ein deutscher Maler, der in der Zeit des Nationalsozialismus von Adolf Hitler in die Gottbegnadeten-Liste aufgenommen wurde.

## Leben
Werner Peiner war der Sohn des in Eiserfey geborenen Kaufmanns Joseph Peiner (1867–1945) und dessen Ehefrau Sophia, geborene Maintz (1871–1951), aus Mechernich. Peiner wuchs in Düsseldorf auf, wo sein Vater zum Geschäftsführer einer Holzgroßhandlung aufgestiegen war. Die Schule besuchte er bis zur Oberprima. Bei Ausbruch des Ersten Weltkrieges meldete sich er bei einem Ulanen-Regiment freiwillig zum Heer. Er wurde bis zum Leutnant befördert und diente an der Westfront als Adjutant. Nach dem Krieg studierte Peiner ab 1919 an der Düsseldorfer Kunstakademie, nachdem er bei Wilhelm Döringer, einem Freund des Vaters, zunächst Privatunterricht genommen hatte.
In den 1920er Jahren gastierte und malte er bei Katharina „Nette“ Faymonville im Burghotel zu Kronenburg in der Eifel. In dieser Zeit schloss er sich mit Fritz Burmann und Richard Gessner zum „Dreimann-Bund“ zusammen. 1923 heiratete Peiner Marie Therese „Resi“ Lauffs und zog zu den Schwiegereltern nach Bonn. Das Paar hatte keine eigenen Kinder, 1950 nahm es die verwaiste Tochter eines Vetters als Adoptivkind auf. Mitte 1925 richtete sich Peiner ein Atelier in Düsseldorf ein. In dieser Zeit konnte er durch Vermittlung seiner Freunde, des Architekten Emil Fahrenkamp und des Unternehmers Walter Kruspig (seit 1930 Generaldirektor der Rhenania-Ossag), künstlerische Aufträge für die Ausgestaltung von Kirchen-, Versicherungs- und Industriebauten übernehmen.
1932 ließ sich Peiner in Kronenburg nieder und fing an, mehrere Häuser im historischen Ortskern zu einem Atelier umzubauen. Heutzutage wird in einem davon ein Hotel betrieben. Von ihm entworfene Straßenlampen finden sich noch heute in Kronenburg.

In der Zeit des Nationalsozialismus war Peiner Mitglied der Reichskammer der bildenden Künste. Für diese Zeit ist seine Teilnahme an 9 Gruppenausstellungen sicher belegt, darunter die Großen Deutschen Kunstausstellungen im Münchner Haus der Deutschen Kunst 1937, 1938, 1939 , 1940 und 1942 mit 33 Werken. 1933 wurde er an die Düsseldorfer Kunstakademie als Professor für Monumentalmalerei berufen. Damit folgte er Heinrich Campendonk nach, der aufgrund des Gesetzes zur Wiederherstellung des Berufsbeamtentums kurz zuvor entlassen worden war. Die Berufung verdankte Peiner nicht nur der Bekanntschaft mit dem kommissarischen Leiter der Kunstakademie, Julius Paul Junghanns, sondern wohl auch seinem Gemälde „Deutsche Erde“, mit dem er die aufkommende Blut-und-Boden-Ideologie unterstützte. Das Gemälde wurde dem Landrat des Kreises Schleiden, Josef Schramm, geschenkt und später von Franz Binz, dem örtlichen Parteivorsitzenden und NSDAP-Kreisleiter, persönlich an Adolf Hitler überreicht.  Nach der Erinnerung von Rolf Dettmann, einem Schüler Peiners, könnte auch die Freundschaft Peiners mit Kruspig bei der Berufung eine Rolle gespielt haben.

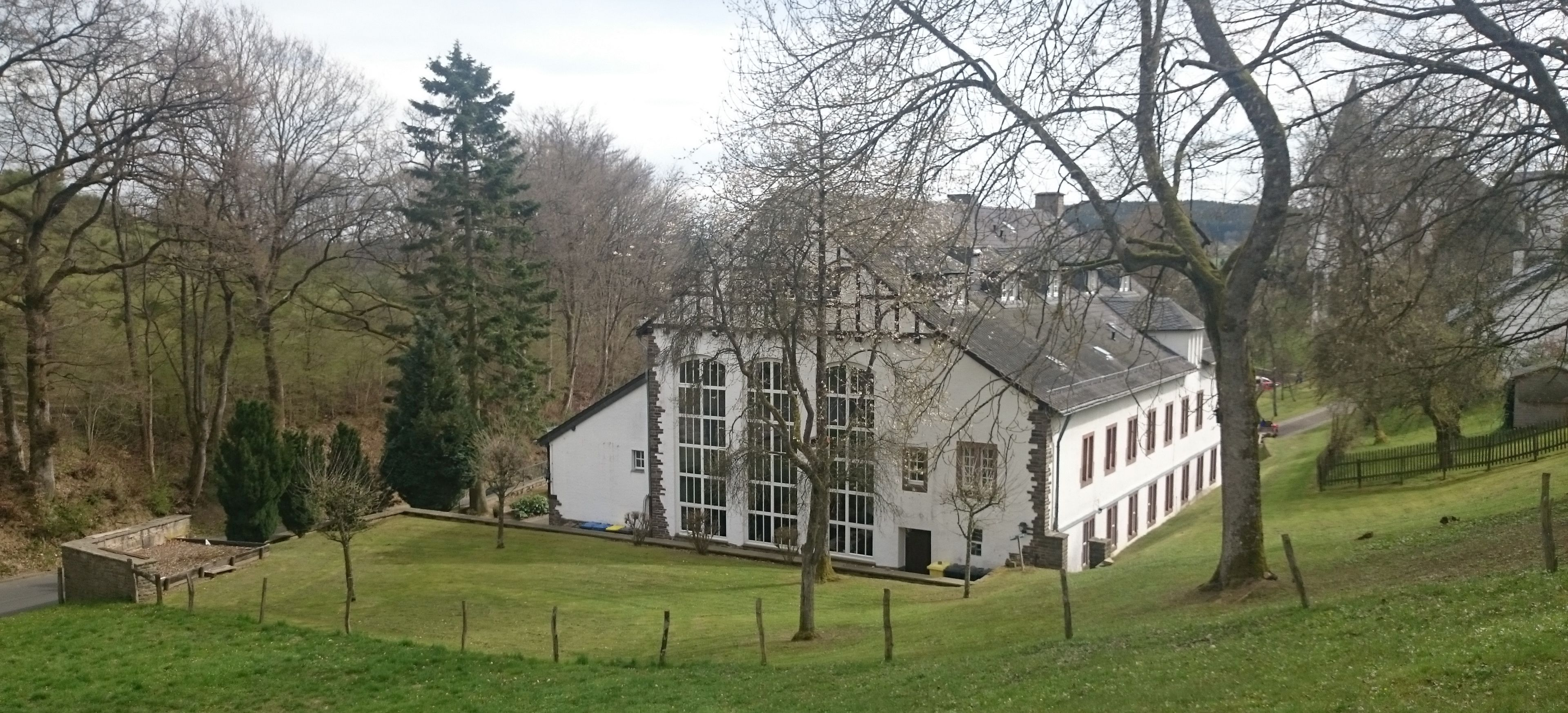
Hermann-Göring-Meisterschule für Malerei

Das Verhältnis zu Peter Grund, seit 1933/1934 neuer Direktor der Düsseldorfer Akademie, war durch Spannungen gekennzeichnet. Mit Zustimmung von Hermann Göring unternahm Peiner ab Februar 1935 eine Studienreise nach Ostafrika, die Kruspig organisiert und finanziert hatte. Durch Kruspigs Vermittlung hatte Peiner persönlichen Zugang zu Göring. In einem Tischgespräch bei Göring am 24. Januar 1936 gelang es Peiner, seinen Wunsch nach der Gründung einer eigenen Akademie durchzusetzen. Am 23. März 1936 folgte der Erlass des Ministers für Kunst, Wissenschaft und Volksbildung zur Bildung der „Landakademie Kronenburg der Staatlichen Kunstakademie Düsseldorf“. Als Hermann-Göring-Meisterschule für Malerei wurde sie unter Leitung Peiners 1938 verselbständigt. Schüler Peiners in Kronenburg waren u. a. Rolf Dettmann, Heinz Hindorf, Hans Lohbeck, Willi Sitte und Willi Wewer. Er entwarf unter anderem monumentale Gobelins für die Neue Reichskanzlei. Ein Frauenakt von ihm hing über Görings Bett in Carinhall. Peiner beantragte am 13. Juli 1937 die Aufnahme in die NSDAP und wurde rückwirkend zum 1. Mai desselben Jahres aufgenommen (Mitgliedsnummer 4.913.473). Im gleichen Jahr wurde er Mitglied in der Preußischen Akademie der Künste. Dennoch wurde eines seiner Bilder als „entartet“ beschlagnahmt.
1940 erfolgte die Ernennung zum Preußischen Staatsrat. 1944, in der Endphase des Zweiten Weltkriegs, nahm ihn Adolf Hitler in die Sonderliste der Gottbegnadeten-Liste mit den zwölf wichtigsten bildenden Künstlern auf.
1944 zog Peiner mit seiner Frau nach Gimborn ins Oberbergische Land. Nach Kriegsende wurde er interniert und sein gesamter Besitz beschlagnahmt. 1948 erwarb er die verfallene Burg Haus Vorst in Leichlingen/Rheinland, die er über viele Jahre restaurierte. Dort lebte und arbeitete er bis zu seinem Tod im Jahr 1984.

## Malerei, Gobelins
Peiner orientierte sich vorwiegend an alten Meistern, etwa an der minutiösen Malweise Pieter Bruegel des Älteren. Eine Ausnahme bildet das Jahr 1928, in dem er eine Reihe impressionistisch inspirierter Landschaften schuf. Mit seiner Vorliebe für eine realistische Kunstauffassung hatte er nicht nur bei seinen privaten Auftraggebern Erfolg. In den 1920er Jahren, in der er im Stil der Neuen Sachlichkeit malte, war er ein gefragter Porträtmaler des Rheinlandes.
Das Interesse der Wissenschaft gilt seinen Gobelin-Auftragswerken, dem Zyklus „Deutsche Schicksalsschlachten“ für die Marmorgalerie, auch Lange Halle genannt, der Neuen Reichskanzlei in Berlin, deren Entwürfe im Rheinischen Landesmuseum Bonn ausgestellt sind. Überliefert sind sechs Kartons sowie das Thema eines siebten zu Gobelins in den Maßen 5,40 × 10 Metern (Die Schlacht im Teutoburger Wald, Heinrich I. in der Ungarnschlacht, Die Belagerung der Marienburg, Die Türkenschlacht vor Wien, Friedrich der Große bei Kunersdorf, Die Schlacht bei Leipzig, Tankschlacht bei Cambrai). Der achte Gobelin sollte eine entscheidende Schlacht aus dem Zweiten Weltkrieg darstellen. Peiner schuf auch den Karton für den monumentalen Bildteppich „Die Erdkugel“, der in der Pariser Manufacture des Gobelins begonnen, aber nicht vollendet wurde und für Hermann Görings monumentales Anwesen Carinhall bestimmt war (ausgestellt in der Münchner Hypo-Kunsthalle in der Ausstellung Die Fäden der Moderne, Dezember 2019 bis März 2020). Seit der Nachkriegszeit werden seine Werke wegen seiner Verstrickung in die nationalsozialistische Kunstpolitik kaum noch öffentlich ausgestellt.
In der Nachkriegszeit schuf Peiner Gobelins für den Gerling-Konzern und den äthiopischen Kaiser Haile Selassie.